# Alguna cosa en comú
Alguna cosa en comú (títol original en anglès Garden State), és una pel·lícula estatunidenca del 2004, escrita, dirigida i protagonitzada per Zach Braff. Va filmar-se en 25 dies, entre l'abril i el maig de 2003, i s'estrenà el 28 de juliol del següent any. Va guanyar el primer premi en la categoria de llargmetratges als Premis Independent Spirit.

## Argument
La pel·lícula segueix la història de Andrew Largeman, un actor sense feina que torna a casa seva a Nova Jersey (conegut com Garden State) per a assistir al funeral del seu pare. Allà, es retroba amb antics amics i s'enfronta als seus problemes emocionals mentre s'enamora de la Sam, una noia inusual i excèntrica.
Durant la pel·lícula, Andrew viatja per Nova Jersey (conegut com el Garden State) amb la Sam i experimenta diversos moments de catarsi i descobriment personal. A mesura que s'endinsa en la seva pròpia psique, es desfà de les seves inhibicions i es converteix en una persona més autèntica i honesta.

## Repartiment
- Zach Braff: Andrew Largeman
- Natalie Portman: Sam
- Peter Sarsgaard: Mark
- Ian Holm: Gideon Largeman
- Jean Smart: Carol
- Armando Riesco: Jesse
- Jackie Hoffman: Sylvia Largeman
- Method Man: Diego
- Alex Burns: Dave
- Ron Liebman: Dr. Cohen
- Denis O'Hare: Albert (cameo)
- Jim Parsons: Tim
- Michael Weston: Kenny el policia
- Ann Dowd: Olivia

## Crítica i públic
Alguna cosa en comú va ser ben rebuda per la crítica, tot i que alguns detalls objecten la simplicitat de la trama, només envoltada pel sentiment de nostàlgia que narren els bons moments. I la curiosa selecció de la banda sonora, triada a gust de Braff, però que va ser positiva per a la pel·lícula.
La majoria de la pel·lícula va ser filmada a la ciutat natal de Zach Braff, South Orange (Nova Jersey).